# توافقنامه بازخرید
توافقنامه بازخرید، (به انگلیسی: repurchase agreement) توافقی بین دو طرف است، به نحوی که یک طرف اوراق بهادار خود را به قیمت مشخص، به طرف دیگر می‌فروشد (پول قرض می‌کند) و به‌طور همزمان تعهد می‌کند، که همان اوراق بهادار را به قیمت مشخص و در تاریخ مشخص، در آینده بازخرید کند. نرخ بهره‌ای که در قرارداد ذکر می‌شود، نرخ بهره رپو نامیده می‌شود.

## ساختار توافقنامه
توافقنامه بازخرید معکوس نقطه مقابل توافقنامه بازخرید می‌باشد. معامله‌گری که اوراق بهادار را می‌فروشد و در تاریخی مشخص در آینده، آن را بازخرید می‌کند، اصطلاحاً رپو انجام داده است. معامله‌گری که اوراق بهادار را خریداری می‌کند و در تاریخی مشخص در آینده آن را مجدداً به فروش می‌رساند، اصطلاحاً رپوی معکوس انجام داده است. بنابراین این ابزار مالی از منظر قرض گیرنده وجوه، توافقنامه بازخرید و از منظر قرض‌دهنده وجوه، توافقنامه بازخرید معکوس نامیده می‌شود.

## انواع توافقنامه بازخرید
وثیقه قابل قبول توسط قرض‌دهنده ممکن است تنها محدود به اوراق قرضه خزانه، با سررسید کمتر از ۱۰ سال، یا شامل هر نوع اوراق بهادار باشد. 

### بازخرید یک شبه
توافقنامه بازخرید یک شبه (به انگلیسی: overnight repo) که به سررسید یکروزه اطلاق می‌شود.

### بازخرید با دوره زمانی مشخص
توافقنامه بازخرید با دوره زمانی مشخص، (به انگلیسی: term repo) که سررسید آن بیشتر از یک روز و در توافقنامه ذکر می‌شود.

### بازخرید باز
توافقنامه بازخرید باز، (به انگلیسی: open repo) که از ویژگی‌های آن نداشتن سررسید مشخص و قابلیت فسخ توافقنامه توسط هر یک از طرفین می‌باشد. همچنین نرخ بهره دپو به‌طور روزانه و بر اساس نرخ بهره بازار تعدیل می‌شود.

### بازخرید کلاسیک
در توافق‌نامه بازخرید کلاسیک، (به انگلیسی: Classic Repo) اگر در طول دوره توافق‌نامه به اوراق بهاداری که به وثیقه گذاشته شده‌است سود یا بهره‌ای تعلق گیرد این وجوه به صاحب اصلی اوراق بهادار (وام‌گیرنده) پرداخت خواهد شد.

### بازخرید فروش و خرید متقابل
توافق‌نامه بازخرید فروش و خرید متقابل، (به انگلیسی: BuySell back Repo) که تفاوت اصلی آن با توافق‌نامه بازخرید کلاسیک در این است که هر گونه بهره تعلق گرفته به اوراق بهادار در طول دوره قرارداد به وام‌دهنده تعلق می‌گیرد.

### بازخرید نگهداری در حساب‌ها
در توافق‌نامه بازخرید نگهداری در حساب‌ها، (به انگلیسی: hold in custody) دریافت‌کننده وام، وثیقه را واقعاً به وام‌دهنده منتقل نمی‌کند و به جای آن با فروش استقراضی، دارایی مورد وثیقه را در طول دوره قرارداد در حسابی داخلی به نام قرض‌دهنده نگهداری می‌کند. این نوع از قراردادها تنها برای موسسات با ثبات از نظر مالی استفاده می‌شوند و دلیل آن ریسک بالای این قراردادها برای وام‌دهنده می‌باشد، زیرا وثیقه تا پایان مدت قرارداد در حساب‌های وام‌گیرنده بوده و وام‌دهنده به وثیقه دسترسی ندارد.

### بازخرید سه طرفه
توافق‌نامه سه طرفه، (به انگلیسی: Tri-party Repo) اتاق پایاپای، شرکت تسویه وجوه یا بانک به عنوان یک واسطه بین دو طرف عمل می‌کند و مسئول اجرای معامله، که شامل نگهداری وثیقه، انتقال وثیقه، به روز کردن حساب‌ها و... می‌باشد.
اگر چه ریسک اعتباری توافق‌نامه‌های بازخرید به دلیل وجود وثیقه به‌طور قابل ملاحظه‌ای کاهش یافته‌است، اما ریسک همچنان پابرجا است، زیرا ممکن است وام‌گیرنده در سررسید قرارداد، اوراق بهادار فروخته شده را، بازخرید نکرده و به تعهد خود عمل نکند. در نتیجه وام‌دهنده، اوراق بهادار را ضبط و آن را به فروش می‌رساند، در این حین ممکن است، ارزش اوراق بهادار کاهش یافته باشد. ریسک اعتباری به عوامل مختلف، از جمله دوره قرارداد و نقدشوندگی وثیقه بستگی دارد.

## کاربردها
این ابزار مالی، بانک‌ها، شرکت‌ها و صندوق‌های سرمایه‌گذاری را قادر ساخته، تا از طریق قراردادن وجوه نقد اضافه خود، سود کوتاه‌مدت به دست آورند، این نوع سرمایه‌گذاری‌ها به دلیل وجود وثیقه، نسبت به سایر سرمایه‌گذاری‌ها، ایمنی بالاتر، ریسک نکول کمتری دارند. 
دریافت‌کنندگان وجوه در توافق‌نامه‌های بازخرید به منظور تأمین مالی کوتاه‌مدت و دسترسی به وجوه با هزینه کمتر به این بازار مراجعه می‌کنند، که می‌توان شرکت‌ها، بانک‌ها را در این زمره قرار داد.
همچنین بانک‌های مرکزی از توافقنامه بازخرید، به عنوان جزئی از عملیات بازار باز استفاده می‌کنند. بدین معنی که از طریق فروش اوراق بهادار و تعهد به بازخرید آن به قیمت بالاتر، در تاریخی معین در آینده، اقدام به جمع‌آوری پول از بازار می‌کنند.
برعکس بانک مرکزی مقدار مشخصی اوراق بهادار را از فروشنده می‌خرد و این فروشنده موافقت می‌کند، که در زمانی در آینده همان اوراق را به قیمتی بالاتر بازخرید کند و از طریق این ابزار مالی، اقدام به تزریق پول به اقتصاد می‌کند.